# صادق نظام‌مافی
صادق نظام‌مافی (زاده ۱۳۰۴ تهران‌ – درگذشته ۱۳۸۸ تهران) وی اصالت کرمانشاهی، پزشک ایرانی و بنیانگذار پزشکی هسته‌ای در ایران بوده است. وی در سال ۱۳۴۰ خورشیدی نخستین دستگاه تصویربرداری گاما را به ایران آورد و رشته مطالعات غدد درون‌ریز و متابولیسم را در ایران پایه گذارد. پارسا محمدیان و ناهید نصیری

## زندگی‌نامه
نظام‌مافی متولد سال ۱۳۰۴ تهران بوده است. او پس از پایان تحصیلات ابتدایی، برای ادامه تحصیل به جنوب فرانسه عزیمت نمود و در رشته پزشکی تحصیل کرد. سپس برای گذراندن دوره تخصص به دانشگاه پیتسبورگ رفت و در سال ۱۳۳۷ به ایران بازگشت و در بیمارستان رازی و دانشگاه علوم پزشکی تهران مشغول به کار شد. عنوان آن پدر پزشکی هسته‌ای ایران بود.